# Serafima Testianaïa
Serafima Nikolaïevna Testianaïa (en russe : Серафима Николаевна Тестяная) (née Skladaniouk le 26 janvier 1990 à Tchirtchik) est une joueuse de volley-ball russe. Elle mesure 1,78 m et joue au poste de réceptionneuse-attaquante. 

## Clubs
| Club                  | De        | À         |
| --------------------- | --------- | --------- |
| Stinol Lipetsk        | 2005-2006 | 2007-2008 |
| Indesit Lipetsk       | 2008-2009 | 2008-2009 |
| Sparta Nijni Novgorod | 2009-2010 | 2009-2010 |
| Indesit Lipetsk       | 2010-2011 | …         |